# Anaspis kilimana
Anaspis kilimana is een keversoort uit de familie bloemspartelkevers (Scraptiidae). De wetenschappelijke naam van de soort is voor het eerst geldig gepubliceerd in 1898 door Kolbe.